# IT Education Academy
IT Education Academy (ITEA) — одна з найбільших в Україні недержавних навчальних установ в галузі IT-освіти. Навчання проводиться за напрямками програмування, дизайну, тестування, управління проектами, системного адміністрування тощо.
З 2014 року компанія випустила більше 11000 студентів та займає 4-те місце в рейтингу найбільших навчальних закладів України у сфері ІТ-освіти.
Є авторизованим центром навчання Microsoft та єдиним українським авторизованим освітнім закладом з навчання Cisco.

## Історія
- Травень 2014 року — заснування компанії під брендом IT Education Academy.
- Червень 2014 року — ITEA стає авторизованим партнером Microsoft.
- Липень 2014 року — отримання першої в Україні авторизації Cisco.
- Серпень 2014 року — партнерство з Pearson VUE, що дає можливість проводити тестування за їх технологіями.
- Березень 2015 року — отримання нагороди IT Awards 2015 в номінації «Найкраща комплексна освіта»[2].
- Липень 2016 року — відкриття філіалу у Львові та коворкінгу ITEA Hub.
- Вересень 2017 року — отримання авторизації з навчання VMware.
- Листопад 2017 року — перемога в номінації «IT-освіта 2017» від Української народної премії[3].
- Листопад 2018 року — відкриття філії у Харкові.

## Філії
Головний офіс ITEA знаходиться у Києві. У 2016 році була відкрита філія у Львові на вулиці Героїв УПА, 80, а також у Львові працює коворкінг ITEA Hub. 

#### ITEAHub
Представляє собою цілодобовий навчально-робочий простір для коворкінгу. Резидентам доступно декілька класів на 10-12 місць для віддаленої роботи чи навчання, обладнання для роботи, швидкісний інтернет, тощо. Робота коворкінгу обслуговується власною командою адміністративного персоналу.
Крім цього, на базі ITEAHub функціонує зала на 120 місць для проведення заходів, організованих IT Education Academy. За форматом зустрічей заходи можна розділити на три види:
- TechTalk — зустріч практикуючих розробників, які обговорюють нові тенденції у галузі IT-технологій та особливості застосування їх на практиці.
- MeetUp — захід для спілкування та обміну досвідом між однодумцями, колегами, управлінцями, власниками бізнесу, тощо.
- Workshop — майстер-класи з управління проектами, бізнес-аналітики, тестування та інше.

У 2018 році відкрилась філія у Харкові. На 2019 рік заплановане відкриття філії у Узбекистані.. Керівництво IT Education Academy заявляє про наміри відкрити філії у всіх містах-мільйонниках України.

## Напрямки навчання
IT Education Academy проводить підготовку у денній та вечірній формі навчання.
На денній формі навчання проводиться за напрямками:
- Microsoft
- Cisco Systems
- Unix/Linux
- Oracle
- ITIL
- VMware
- Управління проектами

Вечірня форма навчання передбачає підготовку спеціалістів за напрямками:
- Back-end (Java, JavaScript, PHP, Python, C++, C#)
- Data Science / Machine Learning
- DevOps
- Frontend development
- Product Design
- Тестування програмного забезпечення
- Mobile Development
- ІТ-рекрутинг
- Управління проектами
- Програмування для дітей
- Відеомонтаж

## Кар'єрний центр ITEA
На базі ITEA працює кар'єрний центр. Його співробітники консультують студентів просунутих курсів щодо працевлаштування та рекомендують кращих випускників компаніям-партнерам ITEA. Підтримку у працевлаштуванні отримують студенти, які закінчили комплекс курсів Roadmap з червоним сертифікатом. IT Education Academy має більше ніж 50 партнерів, серед яких такі IT гіганти Microsoft, Cisco Systems, VMware, Luxoft, Upwork, Template Monster, Preply, Ciklum).

## Громадські ініціативи
У грудні 2016 року ITEA долучилася до ініціативи «ІТ-школяр», метою якої є оновлення змісту шкільної інформатики, розробка прикладної та сучасної програми навчання.
У 2017 році ITEA спільно з Vixen UNO і VMUG (VMware User Group) організувала конференцію, присвячену інноваціям в ЦОД та хмарних технологіях.
Цього ж року у Львові проводиться «Вікно можливостей» — освітня програма з основ комп'ютерної грамотності. Захід відбувся за підтримки Львівської міської ради.
У 2019 році Міжнародний благодійний фонд «Атлант» і IT Education Academy - ITEA оголосили набір на навчання людей з інвалідністю. Після закінчення навчання студентам пропонується стажування у великих ІТ-компаніях з можливістю подальшого розвитку трудової діяльності.